# Relais

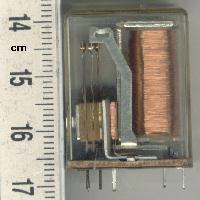
Printrelais

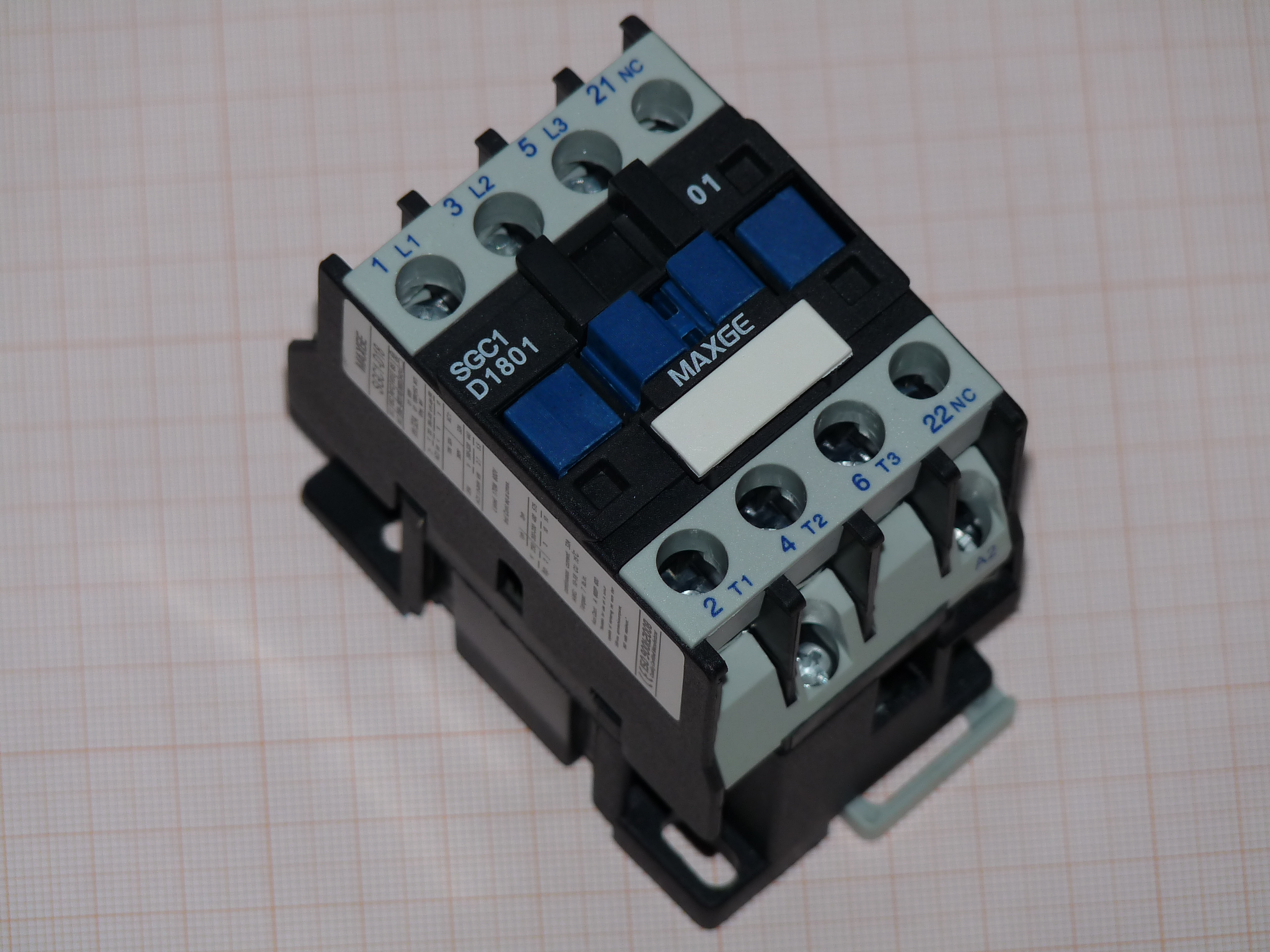
Contactor

Een relais is een door een elektromagneet bediende schakelaar die een willekeurig aantal schakelcontacten kan openen of sluiten. Het is er in zeer veel verschillende uitvoeringsvormen, zowel wat betreft aantal en functie van de contacten, de functie van het relais zelf, de bevestiging van de aansluitingen, de spoelspanning en de afmetingen ervan. Een relais kan worden toegepast om met behulp van een relatief klein elektrisch vermogen in de spoel van de elektromagneet een hoge spanning of een grote stroom te kunnen schakelen. Daarnaast kan de galvanische scheiding tussen de spoel en de contacten, die deel uitmaken van twee verschillende elektrische, onderling gescheiden circuits, een belangrijk voordeel zijn. Ook kan de aard van de te schakelen signalen vereisen dat er uitsluitend mechanische contacten worden gebruikt.
Het relais is een eenvoudige doch zeer veelgebruikte component in digitale schakelingen. De laatste decennia hebben elektronische alternatieven zoals de transistor, de FET, de thyristor en de triac een grote opmars beleefd. Elektronische relaisschakelingen met deze componenten worden halfgeleiderrelais genoemd. 
Een relais dat gebruikt wordt om grote verbruikers zoals elektromotoren te schakelen wordt ook wel contactor of magneetschakelaar genoemd. In deze gevallen worden er drie fasen geschakeld en worden er met één stuursignaal drie contacten voor de drie fasen van de motor tegelijk bediend.
Een halfgeleiderrelais heeft geen bewegende onderdelen, maar het is er net zoals een gewoon relais mee mogelijk een secundaire kring door een signaal op de ingang mee te schakelen. Het is een iets modernere vorm van een relais. Een reedcontact is een component met dezelfde functie, maar bestaat alleen uit de te sturen schakelaar.

## Constructie

Relais met wisselcontact

Een relais bestaat uit een elektromagneet, die weer uit een spoel met hierin een U-vormige kern bestaat, het anker, een plaatje weekijzer dat aangetrokken wordt door de elektromagneet met hieraan bevestigd een of meer contacten, een of meer vaste contacten en een veermechanisme. Door een passende spanning op de spoel te zetten gaat er een stroom lopen door de elektromagneet en wordt in de kern een magnetisch veld opgewekt, waardoor het anker aangetrokken wordt en de contacten bediend worden. Valt de spanning weg, dan verdwijnt het magnetisch veld en zorgt het veermechanisme ervoor dat het ijzeren anker met de contacten terugkeert in de oorspronkelijke stand, de onbekrachtigde of ruststand.
Voor het aantrekken van het anker is aanzienlijk meer elektrische energie nodig dan voor het naderhand vasthouden van het anker tegen de kern. Dit wordt veroorzaakt door het overwinnen van de veel hogere magnetische weerstand van de luchtspleet. Sommige elektronische besturingen verlagen de spanning na bekrachtiging om energie te besparen.
Voor hoge spanningen worden vacuümrelais gebruikt, de contacten bevinden zich in een gesloten (glazen) ruimte waarin een vacuüm heerst. Bij een spanning van 50 kV is een contactspleet van een millimeter al genoeg om een elektrische overslag tegen te gaan.
De galvanische scheiding of het potentiaalvrij schakelen is in toenemende mate van belang, omdat de voor het relais toegepaste besturingselektronica gevoelig kan zijn voor geïntroduceerde spanningen en inductie.

## Schematisch

U-vormige kern
anker

Door een elektrische spanning op de aansluitingen S1 en S2 van de spoel te zetten zal er door de spoel een stroom gaan lopen, waardoor de U-vormige kern wordt gemagnetiseerd. Nu wordt het anker naar de kern toe getrokken. Het anker zal de magnetische kring optimaliseren, het magnetisme ondervindt in weekijzer een veel kleinere weerstand dan in lucht. Aan het anker is een moedercontact C, van Common, gemeenschappelijk, bevestigd dat in rust het bovenste verbreekcontact NC, van Normally Closed, in rust gesloten, raakt en in bekrachtigde toestand het onderste maakcontact NO, van Normally Open, in rust geopend. Zo wordt de elektrische verbinding tussen C en NC omgeschakeld naar die tussen C en NO. Als de spanning van de spoel wordt afgehaald, valt het anker af en blijft daarna in zijn oorspronkelijke positie, tot de spoel opnieuw wordt bekrachtigd. Het eenvoudigste relais heeft alleen een moedercontact C en een maak- NO of een verbreek- NC contact. De meeste relais hebben ten minste een set met een zogeheten wisselcontact, bestaande uit  drie contacten: moedercontact, maakcontact en verbreekcontact. Er zijn relais met wel 12 sets contacten. 
Voor gelijkspanningsspoelen maakt het geen verschil welke polariteit de aangelegde spanning heeft, maar in sommige relais wordt een vrijloopdiode over de spoel geïntegreerd, waardoor de polariteit wel vastligt. Voor wisselspanningsspoelen maakt de polariteit niet uit, maar de kern van het relais moet uit dunne lagen, gelamelleerde staalplaat zijn opgebouwd. Deze zijn elektrisch van elkaar geïsoleerd om de wervelstromen in het metaalpakket zoveel mogelijk te beperken.

## Uitvoeringen
Relais worden in veel uitvoeringen geproduceerd, die passen bij de specifieke toepassing waarin ze moeten worden gebruikt. Een paar voorbeelden worden hier gegeven:
- Printrelais - Relais met soldeerpennen die door een printplaat worden gestoken en worden vastgesoldeerd
- SMD-relais - Relais met soldeeraansluitingen dat aan een zijde van een print worden gemonteerd
- Ω-railrelais - Relais dat op een omegarail, in een schakelkast, wordt geklikt, aansluitingen met schroefcontacten
- Insteekrelais - Relais met vlakke pennen dat in een aansluitvoet worden gestoken, onder meer in auto's toegepast
- Paneelrelais - Relais met bevestiging voor op een paneel, met soldeer-, schroef- of vlakstekeraansluitingen

## Toepassing
Relais worden bijvoorbeeld toegepast om met een microschakelaar een groot elektrisch apparaat in werking te stellen. De microschakelaar hoeft namelijk alleen de stroom en spanning naar de spoel te dragen, niet de grote stroom voor het geschakelde apparaat. De 'klik' in de elektronische thermostaat van een centrale verwarming die te horen is als de verwarming aanslaat of uitschakelt, is van het (bistabiele) relais dat omschakelt. 
Het startcircuit van een auto is uitgerust met een relais. De stroom door de startmotor is te groot om enkel met het startslot te schakelen. Ook andere lasten in auto's worden meestal via relais geschakeld, hierbij geldt dat spoel en belasting op dezelfde spanning werken, 12 V gelijkspanning voor de personenauto en 24 V voor de vrachtauto.
In bijvoorbeeld buitenlampen met een bewegingsmelder wordt een relais gebruikt dat met 24 V gelijkspanning wordt bediend en de netspanning van 230 V wisselspanning ten behoeve van de lamp schakelt.
In de vroege computertechniek, elektromechanische telefooncentrales en besturingstechniek werd ook veel gebruikgemaakt van relais. Deze zijn inmiddels veelal vervangen door transistorschakelaars, meestal in de vorm van geïntegreerde schakelingen. Sommige signalen worden nog altijd bij voorkeur met relais geschakeld, zoals in kwaliteitsaudioapparatuur.
Relais zijn een belangrijk onderdeel in de spoorstroomloop en de seinen voor treinen op baanvakken en de bouwsteen van liftcomputers.

## Soorten relais
De normale uitvoering is een monostabiel relais, een relais dat alleen tijdens de bekrachtiging in de actieve stand wordt gehouden, maar zonder bekrachtiging in de ruststand terugspringt. Er bestaan ook bistabiele relais, die in beide standen blijven staan, ook na het wegvallen van de stuurspanning en tristabiele relais, met een extra middenstand waarin alle contacten open zijn. En er bestaan stappenrelais met meer stabiele posities.
Relais worden vaak voorzien van elektronische schakelingen om er speciale functies aan te geven. Zo bestaan er relais met een inschakelvertraging en met een afvalvertraging. Relais waar beide mogelijkheden kunnen worden ingesteld worden wel tijdrelais genoemd. Vroeger waren deze voorzien van draairegelaars, tegenwoordig worden ze vaak van digitale instellingen voorzien en zijn daarmee veel nauwkeuriger in het gebruik.

## Industriestandaard
De aansluitingen van industriële relais hebben meestal een standaardcodering. De spoelaansluitingen worden met A1 en A2 aangeduid. Bij bistabiele typen kan de tweede spoel met A3, en eventueel A4, zijn aangeduid. Een stuuringang kan met B1 of B2 worden aangegeven, het eerste wisselcontact met 11, het bijbehorende rustcontact met 12 en het maakcontact met 14. Alle volgende sets hebben nummers die steeds 4 of 10 hoger liggen, dus 15, 16 resp. 18 en 21, 22 resp. 24 enzovoort. Andere coderingen komen ook voor: spoelaansluitingen 13 en 14, wisselcontact 9, 10, 11 resp. 12, rustcontact 1, 2, 3 resp. 4 en maakcontact 5, 6, 7 resp. 8, dit geldt voor relais met maximaal 4 contactsets.
Het aantal contacten wordt wel met vier tekens aangegeven, S voor single, D voor dual, P voor pole en T voor throw. Het eenvoudigste relais is SPST, soms ook: 1P1T: een moedercontact en een maak- of verbreekcontact. DPDT duidt op twee omschakelcontacten en 4PST op vier maak- of verbreekcontacten. Een andere codering maakt gebruik van dezelfde twee eerste letters, aangevuld met NO, NC of CO, van Change Over, wisselcontact. Zo ontstaan bijvoorbeeld SPNO met een maakcontact, DPNC met twee verbreekcontacten en 4PCO met vier wisselcontacten.
De bekrachtigingsspanning is vaak 24 V gelijkspanning of 230 V wisselspanning. Andere veel voorkomende spanningen zijn: 3, 5, 6, 12, 48 Vdc en 24, 48 en 115 Vac. Aangezien het plotseling onderbreken van de stroom door een spoel hoge spanningspieken en daarmee storende velden kan genereren, moet de spoel voorzien worden van een vrijloopdiode, voor gelijkspanning, of een RC-filter of varistor, voor wisselspanning. Indien deze stroom door een transistor geschakeld wordt, is de vrijloopdiode letterlijk van levensbelang voor die transistor.

## Etymologie
Het woord relais houdt verband met het Franse relayer, dat aflossen betekent. Een relais was vanouds een uitspanning, waar de postkoets van nieuwe paarden werd voorzien. 
De telegraaf van Samuel Morse, naar het ontwerp van Joseph Henry uit 1824, werd in 1837 aan het publiek gepresenteerd. De daarvoor benodigde infrastructuur bestond uit een draadverbinding met op regelmatige afstanden een toestel om het signaal te versterken. Dat toestel, de moderne vorm van de uitspanning, werd ook relais genoemd. Het was feitelijk identiek aan de in dit artikel beschreven elektromagnetisach bediende schakelaar. 
Een tankstation wordt in Frankrijk door sommige merken ook relais genoemd. Het verband met de oorspronkelijke betekenis is duidelijk. Een wegrestaurant heet ook wel relais. 
Relayeren is een radiosignaal met een relaiszender ontvangen en opnieuw uitzenden, om een grotere afstand te overbruggen of bereik in een dal mogelijk te maken.